# Центральная тюрьма Никосии
Центральная тюрьма Никосии (греч. Κεντρικές Φυλακές Λευκωσίας) — единственное исправительное учреждение на Кипре. Тюрьма находится на западе от городской стены Никосии и к югу от «зелёной зоны», разделяющей город на греческую и турецкую части. В тюрьме содержатся осуждённые, а также люди, находящиеся под следствием, обоих полов и всех возрастных групп, от 16 лет и старше.
Тюрьма была построена британцами в 1894 году. Она также известна как место погребения 13 боевиков народно-освободительной организации ЭОКА. Девять из них были повешены англичанами непосредственно в тюрьме, трое погибли в бою, а один скончался в больнице от ранений.
Во время Турецкого вторжения на Кипр в 1974 году некоторые битвы проходили в непосредственной близости от тюрьмы. Тогда Кипрской национальной армии гвардейцев, при посредничестве сотрудников тюрьмы, удалось отбить натиск турок.

## Известные заключённые
- Тони Энтони — трёхкратный чемпион мира по кунг-фу. 1989—1992.